# Velódromo de Gwangmyeong
El Velódromo de Gwangmyeong (en coreano: 광명 스피돔) es un velódromo en la ciudad de Gwangmyeong, en la provincia de Gyeonggi-do, en el país asiático de Corea del Sur. Abrió sus puertas en 2006, y tiene un aforo de 30.000 espectadores. El lugar fue diseñado para parecerse a un casco de ciclista. Se trata de la mayor estructura abovedada que se haya construido en Corea del Sur.